# Jörn Thiede
Jörn Thiede (* 14. April 1941 in Berlin; † 15. Juli 2021 in Kiel) war ein deutscher Geologe, Paläontologe und Hochschullehrer. Als Professor für Geologie wirkte er vor allem in Oslo und Kiel.

## Biografie
Jörn Thiede wurde 1941 als Sohn der promovierten Clotildis Thiede, geborene Fieber, und des ebenfalls promovierten Regierungsdirektors Klaus Thiede in Berlin geboren. Nach dem Studium der Geologie und Paläontologie von 1962 bis 1971 an den Universitäten Kiel (1966–1967), Wien (1966) und Buenos Aires nahm Thiede, der 1967 in Kiel als Diplom-Geologe abschloss, von 1967 bis 1982 verschiedene akademische Beschäftigungen an den Universitäten Aarhus in Dänemark (1967–1973), Bergen in Norwegen (1973–1974, als Lektor), Oregon State University in den Vereinigten Staaten (1975–1977 als Assistent und Associate-Professor) und Oslo in Norwegen (1977–1982 als Professor) wahr. Zum Dr. rer. nat. war er 1971 in Kiel promoviert worden. Er befasste sich insbesondere mit Meeresgeologie und später mit der Polarforschung.
Ab Ende 1982 hatte er eine Professur für Historische Geologie der Universität Kiel inne, von 1987 bis 1997 war er Professor für Paläo-Ozeanographie an der Universität Kiel und Gründungsdirektor von GEOMAR in Kiel. Direktor des Alfred-Wegener-Instituts für Polar- und Meeresforschung in Bremerhaven war er von 1997 bis 2007. Ab Mai 2008 hatte er eine Professur „Geologie und Klima“ an der Universität Kopenhagen (Dänemark) inne. Sein etwas jüngerer Bruder ist der Chirurg und Hochschullehrer Arnulf Thiede.
Jörn Thiede war evangelisch, ab 1970 verheiratet mit Sigrid Thiede, geborene Dietrich, und hatte vier Kinder (Rasmus C., Hannes K., C. Fridtjof und Morten L.)

## Veröffentlichungen (Auswahl)
- Planktonische Foraminiferen in Sedimenten vom ibero-marokkanischen Kontinentalrand. Universität Kiel, Mathematisch-Naturwissenschaftliche Fakultät, 1971 (Dissertation)
- mit Werner Ehrmann History of mesozoic and cenozoic sediment fluxes to the North Atlantic Ocean, Contributions to Sedimentology, Band 15, Schweizerbart 1985
- mit Eugen Seibold Die Geschichte der Ozeane nach Tiefseebohrungen: wissenschaftlich-technologischer Erfolg und Herausforderung an der Jahrhundertwende, Akademie der Wissenschaften Mainz, Abhandlungen der Mathem.-Naturwiss. Klasse, 1997, Nr. 2

## Ehrungen und Mitgliedschaften
- Thiede war Mitglied der Deutschen Akademie der Technikwissenschaften (acatech).
- 1981: Fellow der American Association for the Advancement of Science
- 1984: Steno-Medaille
- 1989: Gottfried-Wilhelm-Leibniz-Preis, zusammen mit Michael Sarnthein
- 1994: Verleihung der Murchison-Medaille
- 1994: Ordentliches Mitglied der Academia Europaea[3]
- 1995: Verdienstkreuz am Bande des Verdienstordens der Bundesrepublik Deutschland
- 2003: Verleihung der Hans-Stille-Medaille
- 2003: Auswärtiges Mitglied der Russischen Akademie der Wissenschaften
- 2007: Mitglied der Leopoldina[4]
- 2010: Ehrenbürger von Bremerhaven
- 2011: Willy-Brandt-Preis
- Auswärtiges Mitglied der Norwegischen Akademie der Wissenschaften
- mehrere Ehrendoktorwürden (darunter 2015 der Universität Göteborg)